# برترام شميت
برترام شميت (بالألمانية: Bertram Schmitt)‏ هو قاضي ألماني، ولد في 9 سبتمبر 1958 في ديبورغ في ألمانيا.